# Haloptilus oxycephalus
Haloptilus oxycephalus är en kräftdjursart som först beskrevs av Giesbrecht 1889.  Haloptilus oxycephalus ingår i släktet Haloptilus och familjen Augaptilidae. Inga underarter finns listade i Catalogue of Life.